# Henri Jacobi
Henri Jacobi, né le 7 avril 1885 à Genève et mort le 1er juillet 1943 à Évian-les-Bains (Haute-Savoie)est un architecte franco-suisse.

## Biographie
Fils d'Alfred Jacobi (1853-1915), négociant, et de Marie Pélissier (1860- 1955). Du côté paternel ses ancêtres sont en majorité genevois, en plus de la famille Jacobi, on trouve les noms de familles Herzog, Deville, Guirodon et Sauber. Du côté maternel ses ancêtres sont pour la plupart d’Évian-les-Bains et de ses environs (notamment Maxilly-sur-Léman) Les Pellissier sont des tanneurs. Parmi ses ancêtres, on retrouve des noms familiers dans le Chablais tel que la famille Bochaton, Cachat, Servoz, Burnet et Fréchet. Le mariage d'Alfred Jacobi (1853-1915) et d’Anne Pellissier (1860-1955) a lieu le 18 juin 1879 à Évian-les-Bains. Ils sont alors âgés respectivement de 25 et 19 ans[source insuffisante]. Il a une soeur ainée, Marie Jacobi (1881-1897)[source insuffisante].

### Formation
En 1904, alors âgé de 19 ans, Henri Jacobi entre à l’École spéciale d'architecture de Paris qui vient de s’installer la même année au n°254 du boulevard Raspail dans le 14e arrondissement de Paris. Admis sans examens, il résidait au n°2 cité du Cardinal Lemoine dans le 5e arrondissement. Pendant trois ans, il suivra l’enseignement de cet établissement, différent de celui des Beaux-Arts, défendant une architecture moderne prenant davantage en compte la technique de la construction et la salubrité. Fondé par Émile Trélat (1821-1907), architecte ayant une vision rationnelle de l’acte de bâtir dont sa définition est : « l’architecture est l’art de composer et d’exécuter les édifices propres à la satisfaction des besoins physiques et moraux de l’homme ». Il a notamment Robert Mallet-Stevens (1886-1945) comme camarade.
Le 19 octobre 1907, Henri Jacobi est diplômé de l’École spéciale d'architecture de Paris. Sur les vingt élèves de la promotion 1904, seuls huit obtiennent leur diplôme. D’après le registre des anciens étudiants de l’ESA de 1911, Henri Jacobi était alors domicilié au n°164, du boulevard du Montparnasse dans le 14e arrondissement de Paris.
Après l'obtention de son diplôme, il entre dans l’atelier d’Alphonse Defrasse actif de 1905 à 1939, successeur de Louis Henri Georges Scellier de Gisors. L’atelier était situé au n°26, de la rue de Lille dans le 7e arrondissement de Paris.
La Mobilisation française de 1914 est décrétée le 1er août 1914. En 1915, citoyen suisse, Henri Jacobi s’engage comme infirmier volontaire à l’hôpital temporaire n°15 à Aix-les-Bains qui se trouve être l’Hôtel des Bergues, à l’avenue de la Gare,. Il était sous la gestion de la Société de Secours aux Blessés d’Evian, composé de 145 lits et fonctionne à partir du 27 septembre 1914 jusqu’au 9 janvier 1919. Le 13 décembre 1915, à 30 ans, Henri Jacobi se marie avec Marie Louise Guenard (1890-1987), à Évian-les-Bains. Ils auront trois fils : Jean (1916-1999), Pierre (1919-1995) et Yvon (1926-2021).
En 1919, il est diplômé de l’École des Beaux-Arts, selon son entête, (SADG) avec un projet de « Musée Savoyard de la Montagne ».

### Carrière
Son installation comme architecte à Évian-les-Bains est supposée être actée à la suite de son diplôme. Son atelier d'architecte était situé dans l'immeuble du n° 5 de la rue Nationale propriété de la famille Pélissier. La première œuvre connue semble être la villa Lévy à Évian-les-Bains (1923).
Au cours de sa période d'activité, Henri Jacobi avait également un bureau d'architecte à Genève.
Il décèdera subitement le 1er juillet 1943 à l'âge de 58 ans.
En novembre 1946, Maurice Novarina effectue le rachat (matériel et clients) de l'agence, avant de partir s'installer en Normandie en tant qu'architecte en chef de la Reconstruction.

## Réalisations
- Villa Lévy à Évian-les-Bains (1923)
- Hôtel des étrangers à Évian-les-Bains (1924) agrandissement. Actuel Hôtel du Palais au numéro 69 Rue Nationale
- Hôtel des Cygnes à Évian-les-Bains (1926), 8 Avenue de Grande Rive,,
- Bedford Hôtel à Évian-les-Bains (1927). Actuel résidence Palais du lac au numéro 1 Place du Port
- Hôtel des Ambassadeurs à Évian-les-Bains (1927),,
- Hôtel La Régence à Évian-les-Bains (1928)
- Evian-plage à Évian-les-Bains (1929),,,,
- Hôtel de la Plage à Évian-les-Bains (1929),
- Hôtel Gallia à Neuvecelle (1931, démoli en 1988)collaboration avec l'architecte Jean Champod
- Gymnase et des bains-douches municipaux à Évian-les-Bains (1933, démoli en 2020),
- Hotel Le Lumina à Maxilly-sur-Léman (1936)
- Transformation Théâtre municipal d'Évian-les-Bains (1938)

### Autres activités
En plus de sa profession d'architecte, Henri Jacobi est actif dans plusieurs associations telles que :
- le cyclisme, avec la course du Challenge Henri Jacobi[28],[29],[30].
- les amitiés d’Evian (président)[31]
- la ligue coloniales et maritime[32]